# Municipio de Union (condado de Union, Nueva Jersey)
El municipio de Union (en inglés: Union Township) es un municipio ubicado en el condado de Union en el estado estadounidense de Nueva Jersey. En el año 2007 tenía una población de 54 062 habitantes y una densidad poblacional de 2290 personas por km².

## Geografía
El municipio de Union se encuentra ubicado en las coordenadas 40°41′49″N 74°16′14″O / 40.69694, -74.27056.

## Demografía
Según la Oficina del Censo en 2000 los ingresos medios por hogar en la localidad eran de 59 173 $ y los ingresos medios por familia eran 68 707 $. Los hombres tenían unos ingresos medios de 45 299 $ frente a los 35 604 $ para las mujeres. La renta per cápita para la localidad era de 24 768 $. Alrededor del 4.2 % de la población estaba por debajo del umbral de pobreza.